# Haifa El Aissami
Haifa El Aissami Maddah (El Vigía, 5 de abril de 1971) es una abogada venezolana, hermana del exvicepresidente venezolano Tareck el Aissami.

## Biografía
Fue fiscal con competencia nacional del Ministerio Público, donde dirigió las investigaciones de la masacre de Yumare en 1986 y de El Amparo en 1988. También destacó en la acusación y sentencia de Iván Simonovis, Lázaro Forero y Henry Vivas, funcionarios de policía acusados de ordenar disparar contra manifestantes en el centro de Caracas durante los sucesos de Puente Llaguno el 11 de abril de 2002 en los que una marcha opositora que pedía la renuncia del presidente Hugo Chávez.
En 2010 fue designada como embajadora de Venezuela en los Países Bajos en la Gaceta Oficial N° 39.565. Al no tener experiencia diplomática, dicha designación generó críticas y señalamientos de nepotismo. El 7 de enero de 2016, en la Gaceta Oficial n° 40.823, fue designada como embajadora representante permanente de la misión de Venezuela ante la Corte Penal Internacional, ante la Organización para la Prohibición de las Armas Químicas (OPAQ) y ante otros organismos y tribunales internacionales en los Países Bajos.
Después del anuncio por parte de la Corte Penal Internacional sobre la apertura de un examen preliminar de Venezuela para la investigación de crímenes de lesa humanidad, la fiscal general Luisa Ortega Díaz, destituida por la Asamblea Nacional Constituyente, anunció en febrero de 2018 que solicitaría la expulsión de la embajadora en La Haya porque “se ha convertido en un elemento perturbador en las investigaciones de la CPI contra funcionarios de Venezuela”.
En 2021 fue nombrada por Nicolás Maduro embajadora representante permanente de Venezuela ante la Organización de las Naciones Unidas para la Alimentación y la Agricultura (FAO).